# Келли, Дэвид Эдвард
Дэвид Эдвард Келли (англ. David Edward Kelley; род. 4 апреля 1956, Уотервилл, Мэн, США), также известен как Дэвид Э. Келли (David E. Kelley) — американский телевизионный сценарист и продюсер, лауреат одиннадцати премий «Эмми».

## Биография
Бывший прокурор с юридической степенью, Келли, известен как один из наиболее плодовитых и нестандартно мыслящих телевизионных сценаристов. Келли поднялся на видное место как регулярный сценарист и исполнительный продюсер телесериала «Закон Лос-Анджелеса», над которым он работал в 1986—1992 годах и выиграл две премии «Эмми» за лучший сценарий драматического сериала.
Келли создал сериалы «Доктор Дуги Хаузер» (1989—1993), «Застава фехтовальщиков» (1992—1996), Надежда Чикаго (1994—2000), «Элли Макбил» (1997—2002) и «Практика» (1997—2004), каждый из которых имели успех у критиков. «Закон Лос-Анджелеса», «Застава фехтовальщиков» и «Практика», все выигрывали «Эмми» за лучший драматический сериал, а «Элли Макбил» также была отмечена премией, но в категории за лучший комедийный сериал. К 1999 году Келли стал единственным продюсером, шоу которого выигрывали «Эмми» в категориях за лучший драматический и за лучший комедийный сериал.
Хотя Келли прославился благодаря ряду крайне успешных сериалов, начиная с конца девяностых его резюме начало пополняться провальными проектами. Исключениями из списка неудач стали сериалы «Бостонская школа» (2000—2004), любимый критиками, но так и не сумевший получить высоких рейтингов, а также более успешный «Юристы Бостона» (2004—2008), спин-офф «Практики».

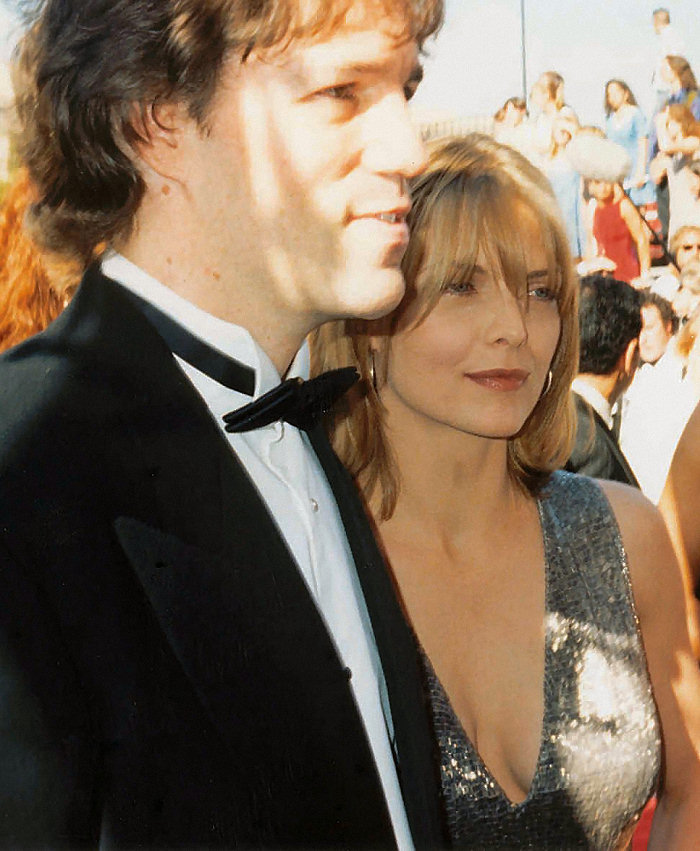
Келли с женой Мишель Пфайффер в 1994 году

Келли помимо карьеры на телевидении написал сценарии к нескольким фильмам, однако все они были негативно приняты критиками. «Шквальный огонь» (1987), «Джиллиан на день рождения» (1996), «Тайна Аляски» (1999) и «Лэйк Плэсид: Озеро страха» (1999), все были негативно оценены критиками и провалились в прокате. Его самым большим провалом в карьере стало шоу «Юридическая фирма», которое было снято с эфира после двух эпизодов в 2005 году.
С 1993 года Келли женат на актрисе Мишель Пфайффер. У них двое детей.

## Фильмография

### Кино
| Год  | Название                    | Оригинальное название           | Сценарист | Продюсер |
| ---- | --------------------------- | ------------------------------- | --------- | -------- |
| 1987 | «Шквальный огонь»           | From the Hip                    | Да        | Нет      |
| 1996 | «Джиллиан на день рождения» | To Gillian on Her 37th Birthday | Да        | Да       |
| 1999 | «Тайна Аляски»              | Mystery, Alaska                 | Да        | Да       |
| 1999 | «Лэйк Плэсид: Озеро страха» | Lake Placid                     | Да        | Да       |

### Телевидение
| Год          | Название                         | Оригинальное название                    | Создатель | Сценарист | Исполнительный продюсер | Шоураннер | Примечания                                                                  |
| ------------ | -------------------------------- | ---------------------------------------- | --------- | --------- | ----------------------- | --------- | --------------------------------------------------------------------------- |
| 1986—1992    | «Закон Лос-Анджелеса»            | L.A. Law                                 | Нет       | Да        | Да                      | Нет       | Также редактор сюжета, главный продюсер, сопродюсер, креативный консультант |
| 1989—1993    | «Доктор Дуги Хаузер»             | Doogie Howser, M.D.                      | Да        | Да        | Нет                     | Нет       | Сосоздатель — Стивен Бочко                                                  |
| 1992—1996    | «Застава фехтовальщиков»         | Picket Fences                            | Да        | Да        | Да                      | Да        |                                                                             |
| 1994—2000    | «Надежда Чикаго»                 | Chicago Hope                             | Да        | Да        | Да                      | Да        | Также исполнительный консультант                                            |
| 1996—2004    | «Практика»                       | The Practice                             | Да        | Да        | Да                      | Да        |                                                                             |
| 1997—2002    | «Элли Макбил»                    | Ally McBeal                              | Да        | Да        | Да                      | Да        |                                                                             |
| 1999         | «Ищейки»                         | Snoops                                   | Да        | Да        | Да                      | Да        |                                                                             |
| 2000—2004    | «Бостонская школа»               | Boston Public                            | Да        | Да        | Да                      | Да        | Также исполнительный консультант                                            |
| 2002         | «Женский клуб»                   | Girls Club                               | Да        | Да        | Да                      | Да        |                                                                             |
| 2003         | «Польское братство, Нью Хэмпшир» | The Brotherhood of Poland, New Hampshire | Да        | Да        | Да                      | Да        |                                                                             |
| 2004—2008    | «Юристы Бостона»                 | Boston Legal                             | Да        | Да        | Да                      | Да        |                                                                             |
| 2005         | —                                | The Law Firm                             | Да        | Да        | Да                      | Да        |                                                                             |
| 2007         | «Свадебные колокола»             | The Wedding Bells                        | Да        | Да        | Да                      | Да        |                                                                             |
| 2011—2012    | «Закон Хэрри»                    | Harry's Law                              | Да        | Да        | Да                      | Да        |                                                                             |
| 2013         | «Понедельник утром»              | Monday Mornings                          | Да        | Да        | Да                      | Да        |                                                                             |
| 2013—2014    | «Сумасшедшие»                    | The Crazy Ones                           | Да        | Да        | Да                      | Да        |                                                                             |
| 2016—2021    | «Голиаф»                         | Goliath                                  | Да        | Да        | Да                      | Да        | Покинул проект после 1-го сезона                                            |
| 2017—2019    | «Большая маленькая ложь»         | Big Little Lies                          | Да        | Да        | Да                      | Да        |                                                                             |
| 2017—2019    | «Мистер Мерседес»                | Mr. Mercedes                             | Да        | Да        | Да                      | Да        |                                                                             |
| 2020         | «Отыграть назад»                 | The Undoing                              | Да        | Да        | Да                      | Да        | Мини-сериал                                                                 |
| 2020—2023    | «Бескрайнее небо»                | Big Sky                                  | Да        | Да        | Да                      | Да        |                                                                             |
| 2021—2022    | «Большая шишка»                  | Big Shot                                 | Да        | Да        | Да                      | Нет       |                                                                             |
| 2021 — н. в. | «Девять совсем незнакомых людей» | Nine Perfect Strangers                   | Да        | Да        | Да                      | Да        |                                                                             |
| 2022 — н. в. | «Линкольн для адвоката»          | The Lincoln Lawyer                       | Да        | Да        | Да                      | Нет       |                                                                             |
| 2022         | «Анатомия скандала»              | Anatomy of a Scandal                     | Да        | Да        | Да                      | Да        | Мини-сериал                                                                 |
| 2022         | «Призвание»                      | The Calling                              | Да        | Да        | Да                      | Да        |                                                                             |
| 2022         | «Авалон»                         | Avalon                                   | Да        | Да        | Да                      | Нет       | Сериал не вышел в эфир                                                      |
| 2023         | «Любовь и смерть»                | Love & Death                             | Да        | Да        | Да                      | Да        | Мини-сериал                                                                 |
| 2024         | «Мужчина в полный рост»          | A Man in Full                            | Да        | Да        | Да                      | Да        | Мини-сериал                                                                 |
| 2024 — н. в. | «Презумпция невиновности»        | Presumed Innocent                        | Да        | Да        | Да                      | Да        |                                                                             |